# 弗達河
弗達河（波蘭語：Wda）是波蘭的河流，屬於維斯瓦河的左支流，河道全長198公里，流域面積2,325平方公里。弗達河發源自貝圖夫東南方，流經黑水鎮，最終在希維切匯入維斯瓦河。

## 外部連結
- http://visitkujawsko-pomorskie.pl/rzeka-wda,178,2,1109.html （页面存档备份，存于）
- http://www.splywy.pl/wda/wda_dok.htm （页面存档备份，存于）
- Galiński Z., Przewodnik dla kajakarzy. Wda, Pascal, 2003.

53°24′42″N 18°28′45″E / 53.4117°N 18.4792°E